# Dehesilla (Cáceres)
Dehesilla es una localidad española del municipio de Caminomorisco, mancomunidad de Las Hurdes, en la provincia de Cáceres, comunidad autónoma de Extremadura. 

## Demografía
En el año 1981 contaba con 34 habitantes, concentrados en el núcleo principal, pasando a 22 en 2008.